# Víctor Nubla
Víctor Nubla (Barcelona, 28 de julio de 1956-Ib., 31 de marzo de 2020) fue un escritor, compositor y músico español.

## Biografía
Víctor Nubla era escritor, compositor, músico, ilustrador y diseñador gráfico. Escribe narrativa, ensayo y poesía, además de columnas de opinión en prensa y textos sobre gastronomía. Entre 2009 y 2011 ha sido codirector de la revista de pensamiento Marabunta.
Como músico, trabajaba con el clarinete, tanto acústico como procesado electrónicamente, el sampler y el sintetizador. Ha publicado más de un centenar de discos con diversos proyectos musicales, entre los que cabe destacar los grupos Macromassa, Dedo y Aixònoéspànic, de los que ha sido fundador, además de contar con una extensa discografía en solitario. Ha colaborado con numerosos músicos a lo largo de su carrera, entre ellos Francisco López, Kasper T. Toeplitz, Tim Hodgkinson, Jochen Arbeit, Robin Storey y Clónicos.
Ha sido miembro fundador de la Bel Canto Orchestra y de la European Improvisers Orchestra. También compone música para danza, teatro y cine. Es el director del festival internacional de música experimental LEM, que organiza Gràcia Territori Sonor, entidad de la que es miembro fundador desde 1996. En el campo visual es responsable de la imagen gráfica del Festival LEM y ha realizado el mismo trabajo para otros eventos, como el festival Le Bruit de la Neige, además de numerosas portadas de disco e ilustraciones para las revistas Marabunta y Les Males Herbes.
Aparece como actor en la película de Juan Carlos Olaria, El hijo del hombre perseguido por un Ovni de 2020 en el papel de Meteorólogo.

## Discografía seleccionada
En Solitario
- Quantos / Represalia K7 1982 Laboratorio de Música Desconocida
- Dance Music K7 1986 Esplendor Geométrico / EGK
- PRNN K7 1986 Grand Mal Edicions Filmusik K7 1987 Esplendor Geométrico / EGK
- Filmusik K7 1987 Esplendor Geométrico / EGK, 1989 Línea Alternativa
- Hortensia’s Pool K7 1988 Recycling Tapes
- Piedra Nombre CD 1989 G3G Records
- La Via Iluminada CD 1994 Hrönir
- Elogio de la Misantropia CD 1994 Hrönir
- El blando recibo de las especies CD 1994 Hrönir
- Universonormal - Oigo Voces CD 1998 Línea Alternativa
- Universonormal - Bar du Nil CD 1999 Hazard Records
- SLECA - Der Hygienische Zahnstocher Edición En línea 2000 Experimentaclub
- Hammerhead: The Secret Journey of Elidan Marau Thru the Milky Sea mini CD 2000 Testing Ground/BSide
- Seven Harbour Scenes CD 2000 Hrönir
- Antichton CD 2001 Hrönir
- Neige CD 2002 Hrönir
- Empuries CD 2002 Hrönir
- Clarinets: catàleg d’usos simbòlics CD 2007 Hrönir
- Polar CD 2013 Hrönir

Con Macromassa
- Darlia Microtónica EP 1976 Umyu
- El Concierto Para Ir En Globo LP 1978 Umyu
- El Regreso A Las Botellas De Papá Nódulus K7 1983/84 Laboratorio de Música Desconocida
- Macromissa LP 1985 Esplendor Geométrico Discos
- Espejo Rapidísimo Qinqen LP 1986 Esplendor Geométrico Discos / 1989 La Isla de la Tortuga
- Gelateria: Los Poderes del Chichoner K7 1987 Le Feu Caché
- Tolosako Banda Munizipalak Interpretatzen Dio Macromassari LP 1989 Música Inaudita
- Los Hechos Pérez LP/CD 1992 LMD / G3G Records
- XVIII El Sol (Macroelvis Supermassa, con Superelvis) EP 1992 G3G Records
- La Suma Persa (Macroelvis Supermassa, con Superelvis) K7 1994 Dude
- Macromassa 7 Zog Live CD 1995 LMD / G3G Records
- UMYU (Las Flores Amarillas También Dan Entradas Nuevas A Los Perros) CD 1996 Música Secreta
- Puerta Heliogàbal CD 1997 Sonifolk
- Macromassa presenta Armas Mosca CD 2010 La Olla Expréss
- La ligereza de las montañas CD 2012 Hrönir
- Sucede Allí LP/CD 2018 Discmedi

Con Aixònoéspànic
- En directe al Bar Elèctric CD 2008 Hrönir
- Live Sónar CD 2008 Hrönir
- Can Font CD 2008 Hrönir
- Madrid CD 2008 Hrönir
- Bajo la clepsidra CD 2008 Hrönir
- L'Àngel Blau CD 2008 Hrönir

Con Dedo
- Momento Cero CD 2003 Hrönir
- Avatar CD 2004 Hrönir
- Resumen de Movimientos CD 2006 Hrönir

Con Secreto Metro
- El Sigilo de la Sigilografia K7 1982 Laboratorio de Música Desconocida
- Especial Mundial' 82 K7 1982 Laboratorio de Música Desconocida

Colaboraciones
- Delirio de Dioses (con Anton Ignorant) LP 1986 Frenètic Records
- Naïf (con Enric Cervera) K7 1981 Mirage
- Naïf / Atlas (con Enric Cervera y Albert Giménez) doble LP 1982 Filobús Records
- Galvana (con Pelayo Arrizabalaga y Jep Nuix) CD 1992 Sculptured Sounds / Danceteria
- Tao Point (con Tibetan Red) CD 2000 Hrönir
- About Breathing (con Robin Storey) CD 2002 Caciocavallo / Soleilmoon
- Les places de Gràcia (con Pascal Comelade) CD 2007 Hrönir/Parasite
- Parts Alíquotes (con Jaume L. Pantaleón) Edición En línea 2007 Hrönir
- Himne dels Himnes (con Antoni Muntadas) CD 2009 Ediciones Originales
- Dos Hombres Verdes (con Lieutenant Caramel) CD 2010 waystyx 67 Moscow
- Les Trois Machins de L'Apocalypse et leurs bidules (con Lieutenant Caramel & Pacific 231) Ultra-Mail Prod. Hong Kong

Bandas sonoras
- Alicia (dir. Jaume Balagueró)
- A Bela e os passaros (dir. Marcelo Toledo y Paolo Gregori)
- Cravan vs. Cravan (dir. Isaki Lacuesta)
- KA’N, O Abismo (dir. Zé Peixoto)
- Las Variaciones Marker (dir. Isaki Lacuesta)